# Lai'an
För andra betydelser, se Lai'an (olika betydelser).
Lai'an är ett härad i staden Chuzhou i provinsen Anhui i östra Kina.

## Administrativ indelning
Häradet är indelat i elva köpingar och en socken.
Köpingar (zhen):

- Banta (半塔镇)
- Chahe (汊河镇)
- Daying (大英镇)
- Dushan (独山镇)
- Leiguan (雷官镇)
- Sancheng (三城镇)
- Shiguan (施官镇)
- Shuikou (水口镇)
- Shunshan (舜山镇)
- Xin'an (新安镇)
- Zhangshan (张山镇)

Socknar (xiang):

- Yangying (杨郢乡)